# Lovelite Detenamo
Lovelite Chrissa Detenamo (* 22. Dezember 1993) ist eine nauruische Leichtathletin, die vor allem auf Sprintstrecken aktiv ist. Sie hält den Landesrekord von Nauru im 100-Meter-Lauf, 200-Meter-Lauf und 60-Meter-Lauf (Halle).

## Karriere

### Jugend
Detenamos internationale Sportkarriere begann mit 15 Jahren bei den Leichtathletik-Jugendweltmeisterschaften 2009 in Brixen, wo sie beim 100-Meter-Lauf antrat. Dabei lief sie mit 13,32 s zwar eine persönliche Bestzeit, schied aber im Vorlauf aus. Im gleichen Jahr nahm sie an den Micronesian Championships (Regionalwettkämpfe der Leichtathletik-Ozeanienmeisterschaften) teil. Dort erreichte sie mit einer Zeit von 13,39 s bzw. 27,44 s jeweils den zweiten Platz beim 100- und 200-Meter-Lauf. Bei den Leichtathletik-Juniorenweltmeisterschaften 2010 in Moncton konnte sie ihre Bestleistung deutlich auf 12,75 s verbessern, wurde damit jedoch nur Sechste im Vorlauf. Detenamo nahm im August 2010 auch an den ersten Olympischen Jugend-Sommerspielen in Singapur teil. Mit 13,04 s kam sie dort auf den fünften Platz in der Vorrunde, bei dem darauf folgenden Hauptrennen trat sie nicht an. Bei den Oceania Junior Athletics Championships 2010, einem von der Oceania Athletics Association organisierten U20-Wettkampf in Cairns, gelang ihr mit  12,64 s der zweite Platz im 100-Meter-Lauf. Zwei Jahre später gewann sie bei diesem Wettbewerb mit 12,36 s die Goldmedaille.

### Profikarriere
2011 trat Detenamo für Nauru bei den Leichtathletik-Weltmeisterschaften 2011 in Daegu an, wo sie zwar ihre Bestleistung über 100 Meter auf 12,51 verkürzte, jedoch im Vorlauf ausschied. Auch bei den Leichtathletik-Weltmeisterschaften 2013 kam sie nicht in das Finale. Bei den Leichtathletik-Hallenweltmeisterschaften 2012 gelang Detenamo im Vorlauf, wo sie auf den 7. Platz kam, mit 8,04 s ein neuer Landesrekord über 60 Meter.
2013 nahm Detenamo an den Pacific Mini Games, einer Variante der Pazifikspiele für kleinere Staaten, in Wallis und Futuna teil. Dort gewann sie die Bronzemedaille im 100-Meter-Lauf und stellte mit einer Zeit von 12,22 s einen nauruischen Landesrekord auf. Eine weitere Landesbestzeit gelang ihr mit 25,50 s im 200-Meter-Lauf.
Bei den Leichtathletik-Hallenweltmeisterschaften 2014 in Sopot blieb Detenamo beim 60-Meter-Vorlauf mit 7,94 s erstmals unter der 8-Sekunden-Marke und verbesserte damit erneut den Landesrekord.
Detenamo trainiert regelmäßig im High Performance Training Centre im australischen Gold Coast, das von der Oceania Athletics Association betrieben wird.